# حمزة كريموف
حمزة كريموف (10 ديسمبر 1982 بأوزبكستان - ) هو لاعب كرة قدم أوزبكستاني في مركز الوسط. شارك مع منتخب أوزبكستان لكرة القدم. أما مع النوادي، فقد لعب مع نادي نسف قرشي وFC Bukhara ‏ وFC Mash'al ‏ وFC Shurtan ‏.

## وصلات خارجية
- حمزة كريموف على موقع قاعدة بيانات كرة القدم.إي يو (الإنجليزية)
- حمزة كريموف على موقع ناشيونال فوتبول تيمز (الإنجليزية)
- حمزة كريموف على موقع Soccerway.com (الإنجليزية)